# Дезертир (опера)
«Дезерти́р» (фр. Le déserteur) — французская комическая опера композитора Пьера-Александра Монсиньи с либретто Мишеля-Жана Седэна. Впервые была поставлена в «Comédie-Italienne» в Париже 6 марта 1769 года.
Считается величайшим музыкальным успехом Монсиньи и одной из ключевых французских комических опер конца XVIII века. В Парижской «Опера-Комик» её ставили более 300 раз до 1911 года. За пределами Франции опера была особо популярна в Германии. В ней смешаны серьёзные и комические элементы. Тема спасения в последнюю минуту от наказания повлияла на т. н. оперы спасения.
В 1785 году Жан Доберваль на музыку оперы поставил одноимённый балет.

## Сюжет
Солдат Alexis помолвлен на Louise. Она обманывает его, делая вид, что собирается выйти замуж за Bertrand. Alexis попадается на обман и в отчаянии дезертирует из армии. Он схвачен и брошен в тюрьму — ожидать казнь. Louise идет к королю просить помиловать Alexis. Она получает письмо об отсрочке, но падает в обморок от истощения, прежде чем доставить его. Всё заканчивается хорошо, когда король лично освобождает Alexis.

## Роли
| Роль                          | Голос                      | Премьера 6 марта 1769             |
| ----------------------------- | -------------------------- | --------------------------------- |
| Alexis, солдат                | бас                        | Joseph Caillot                    |
| Louise, его невеста           | сопрано                    | Marie-Thérèse Laruette-Villette   |
| Jean-Louis, отец Louise       | тенор                      | Jean-Louis Laruette               |
| тётя Alexis                   | сопрано                    | Bérard                            |
| Bertrand, кузин Alexis        | haute-contre (тенор)       | Antoine Trial                     |
| Jeannette, молодой крестьянин | меццо-сопрано              | Beaupré                           |
| Montauciel, драгун            | тенор                      | Jean-Baptiste Guignard «Clairval» |
| Courchemin, бригадир          | бас                        | Nainville                         |
| три охранника                 | haute-contre, тенор, тенор |                                   |
| тюремщик                      | не поёт                    |                                   |

## Записи
- Le déserteur (musical numbers only): William Sharp (Alexis), Dominique Labelle (Louise), Ann Monoyios (Jeannette), David Newman (Montauciel/Second Guard), Eugene Galvin (Jean-Louis/Third Guard), Tony Boutté (Bertrand/First Guard), Darren Perry (Courchemin), Claire Kuttler (Aunt Marguerite), Andrew Adelsberger (Jailer), Opera Lafayette Orchestra, conducted by Ryan Brown (Naxos 8.660263-64 Архивная копия от 22 августа 2010 на Wayback Machine, 2010)